# San Vicente (Södra Ilocos)
San Vicente (Bayan ng San Vicente) är en kommun i Filippinerna. Kommunen ligger på ön Luzon, och tillhör provinsen Södra Ilocos. Folkmängden uppgår till 10 877 invånare.
San Vicente är indelat i 7 barangayer.